# Losgna scutellaris
Losgna scutellaris är en stekelart som först beskrevs av Gyöö Viktor Szépligeti 1908.  Losgna scutellaris ingår i släktet Losgna och familjen brokparasitsteklar. Inga underarter finns listade i Catalogue of Life.